# Dubravka Tomšič Srebotnjak
Dubravka Tomšič Srebotnjak (Dubrovnik, 7 de fevereiro de 1940) é uma pianista eslovena. Recebeu premiações como o terceiro prêmio da Competição Internacional de Piano Ferruccio Busoni em 1961, e o Prêmio Prešeren em 1975.